# Tachikawa
Tachikawa (立川市 -shi) é uma cidade japonesa localizada na província de Tóquio.
Em 1 de fevereiro de 2007, a cidade tinha uma população estimada em 174 701 habitantes e uma densidade populacional de 7 976 h/km². Tem uma área total de 24,38 km².
Recebeu o estatuto de cidade a 1 de dezembro de 1940.

## Geografia
Tachikawa se encontra a 40 km ao oeste de Tóquio. Kunitachi, Kokubunji, e Kodaira estão ao este de Tachikawa, Higashi-Yamato, e Musashi Murayama estão ao seu norte, Fussa e Akishima ao seu oeste, e Hino ao sul. O rio Tama atravessa a cidade.